# Billions and Billions
Billions and Billions: Thoughts on Life and Death at the Brink of the Millennium (Bilions i bilions) és el darrer assaig escrit per l'astrònom estatunidenc Carl Sagan abans de la seua mort, el 1996.
Els dènou assaigs que componen l'obra ofereixen la visió de Carl Sagan sobre temes que considera fonamentals "en l'avantsala del mil·lenni", amb el seu estil habitual per a explicar en termes assequibles les qüestions científiques més complexes. Tracta temes com ara l'escalfament global, l'explosió demogràfica, la vida extraterrestre, la moralitat i el debat sobre l'avortament. El darrer capítol, A la vall de les ombres, és un relat de la lluita contra la mielodisplàsia que va posar fi a la seua vida al desembre del 1996. L'esposa de C. Sagan, Ann Druyan, n'escrigué l'epíleg del llibre després de la mort de l'autor.
L'obra és, alhora, el testament ideològic de C. Sagan i una reedició de textos ja publicats:
- Els escacs perses en la revista Parade, el 5 de febrer del 1989.[2]
- El món que va arribar per correu, publicat en Parade el 1986.[3]
- La qüestió de l'avortament: una recerca de respostes, publicat en la mateixa revista el 22 d'abril del 1990, va servir de base per a un dels articles de la segona part del llibre.
- L'enemic comú, escrit el 1988 per a la publicació simultània als Estats Units i la Unió Soviètica.

Una crítica que sovint ha rebut l'assaig des de l'aspecte literari ha estat aquest conjunt eclèctic d'idees originat pel caràcter recopilatori de textos i coneixements. Tanmateix, el fil unificador és el missatge pòstum de l'autor sobre temes fonamentals de l'univers i del misteri de la vida; una invitació a observar científicament la realitat, una constant en la carrera de Carl Sagan.

## Primera part: la força i la bellesa de la quantificació
La primera part, titulada "La força i la bellesa de la quantificació" presenta en sis capítols tòpics relacionats amb els grans nombres en el funcionament de l'univers i en la nostra vida de cada dia.

### Milers i milers de milions

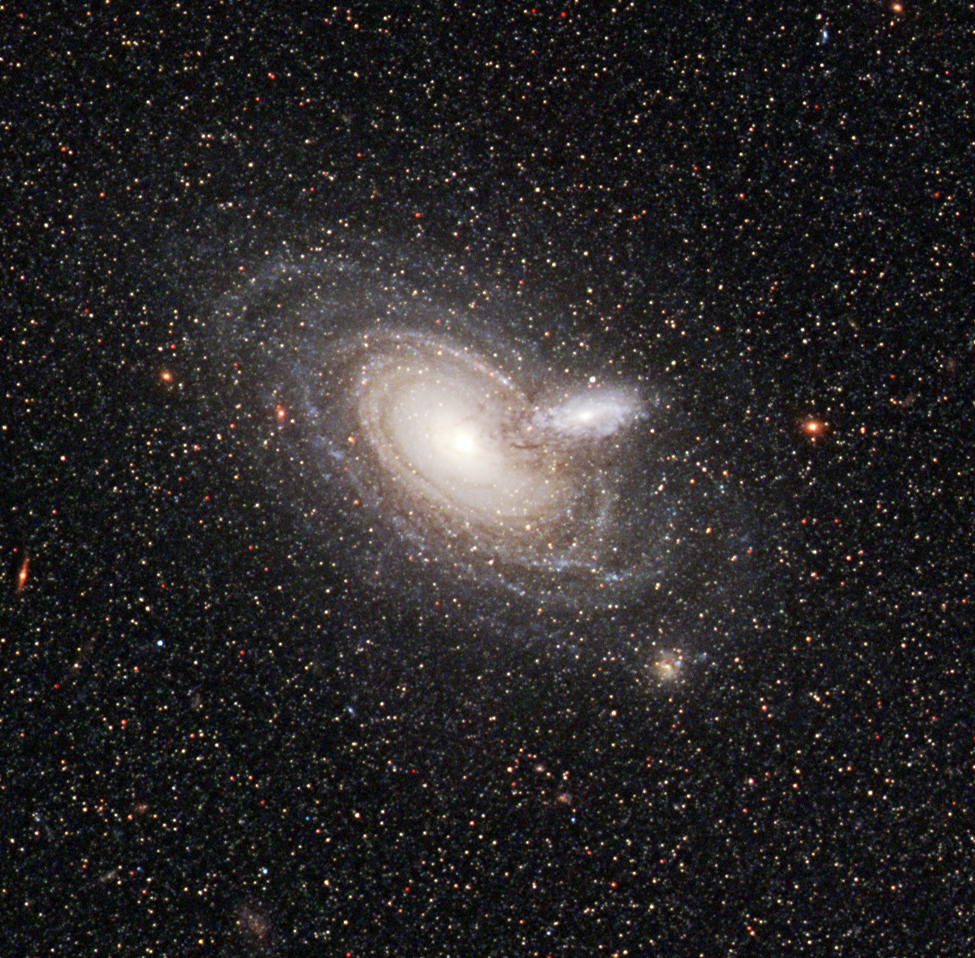
Milers de milions d'estreles en una galàxia espiral

Carl Sagan comença explicant el motiu de la frase que titula l'assaig, que li fou atribuïda popularment ―malgrat no haver-la utilitzat pas mai― gràcies a la imitació que durant anys va fer Johnny Carson en la seua comèdia televisiva. Amb exemples explica l'"actualitat" del concepte, tenint en compte que l'evolució tecnològica i cultural sembla requerir nombres cada vegada majors. Així compara, per exemple, la població mundial en l'època de Jesucrist (uns 250 milions de persones) i l'existent en el moment d'escriure's l'assaig (6.000 milions); esmenta el creixent nombre de fortunes milionàries i bilionàries, les dades econòmiques mundials, en què és habitual parlar de milers de milions de dòlars en relació amb despeses, deutes nacionals i pressupostos, o els avanços en l'astronomia que han permés creixents "mesuraments" en nombre d'estreles, galàxies i les seues distàncies siderals, amb xifres cada vegada més grans i difícils de representar: l'estrela més propera, Alfa del Centaure es troba a 40 bilions de quilòmetres.
Ressalta la necessitat de la notació científica o exponencial, en general poc usada fora dels àmbits acadèmics, per a manejar còmodament aquestes grans xifres, i els mostra en situacions que il·lustren l'aplicació:
- Nombre aproximat de microbis en una culleradeta de terra: 108
- Estimació de la quantitat de grans d'arena en totes les platges del planeta: 1020
- Éssers vius a la Terra: 1029
- Nuclis atòmics al Sol: 1057
- Partícules elementals (electrons, protons, neutrons) en tot el cosmos: 1080.

### «Els escacs perses»

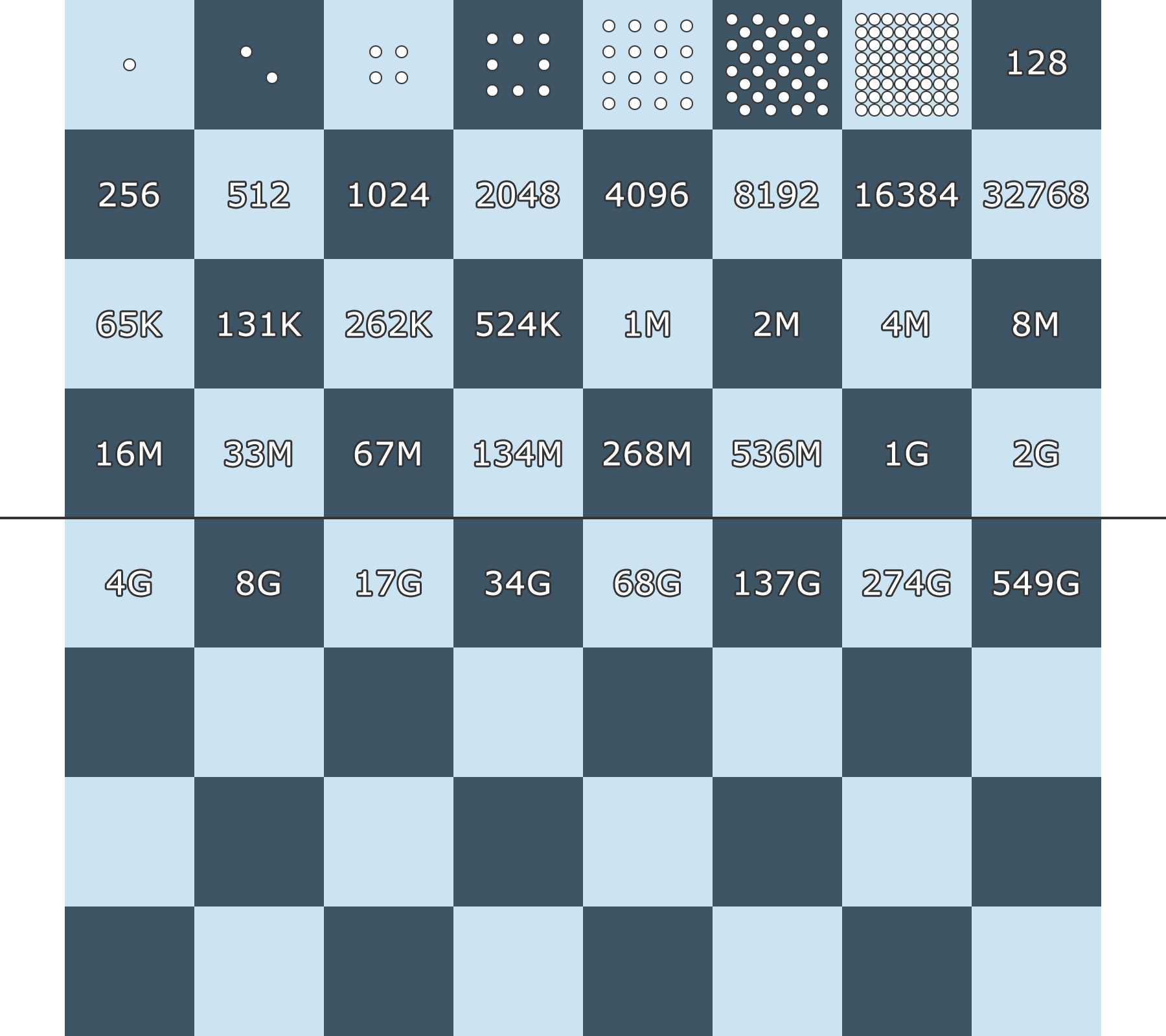
Creixement exponencial en els primers quaranta escacs d'un tauler, expressat en bits

El segon capítol descriu la generació de grans nombres, amb les progressions geomètriques i el creixement exponencial.
La llegenda sobre la invenció dels escacs, que forma part de la tradició popular, il·lustra el concepte de progressió geomètrica: quan el rei ofereix al visir que havia inventat aquest exquisit joc una recompensa escaient, i aquest sol·licita un gra de blat en el primer escac, el doble en el segon, el doble en el tercer... una comanda tan humil fa riure els cortesans a costa de l'aparentment estúpid inventor. Tanmateix, la quantitat total de cereal a disposar en el tauler equivaldria a la producció mundial de qualsevol any del segle xx multiplicada per 150, i per això ―i donant per certa la rondalla― el rei no va poder pas cobrir la recompensa.
Carl Sagan subratlla amb exemples el caràcter quotidià del creixement exponencial i, alhora, les seues limitacions més enllà del concepte teòric:
- Interès compost: un avantpassat que hagués dipositat 10 dòlars fa 200 anys a un interès del 5% ens hauria llegat 10 × (1,05)200 = 172.925,81 dòlars.
- Reproducció biològica: una colònia de bacteris que es duplique cada 15 minuts, arribaria, si no trobàs ―com sempre ocorre― cap impediment, al pes del planeta Terra en un dia i mig.[4]
- Superpoblació humana: amb una diferència diària de 240.000 entre naixements i defuncions d'éssers humans, no hi hauria cap solució tecnològica per al desaforat (i creixent) creixement exponencial de la població.[5]
- La reacció en cadena de l'energia atòmica.
- Tots som parents: si considerem que tenim dos pares, quatre avis, vuit besavis.... i 64 generacions enrere uns 18,5 trilions d'avantpassats directes, xifra completament ridícula en relació amb la població d'aquella època, o fins i tot d'aquesta, només n'hi ha una explicació: la majoria en són les mateixes persones.

| «                                              | Conéixer alguna cosa de manera merament qualitativa és conéixer-la de manera vaga. Si en tenim coneixement quantitatiu ―captant-ne alguna mesura numèrica que la diferencie d'un nombre infinit d'altres possibilitats― estem començant a conéixer-la en profunditat, comprenem una mica de la seua bellesa i accedim al seu poder i al coneixement que en proporciona. La por a la quantificació suposa limitar-se, renunciar a una de las perspectives més fermes per a entendre i canviar el món. | » |
| — Carl Sagan, Billions and billions, capítol 2 | |   |

### «Els caçadors de la nit del dilluns»

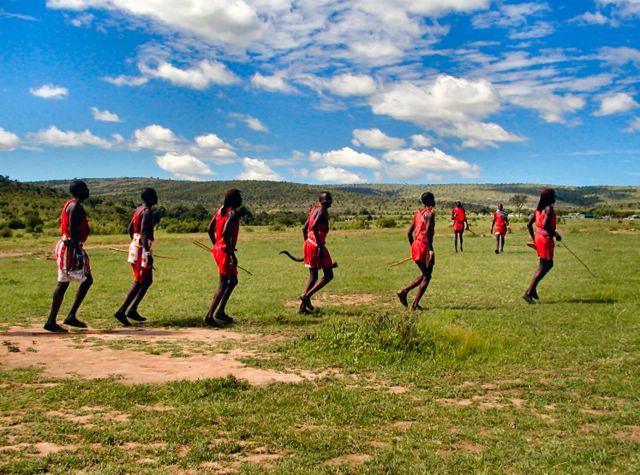
Equip de caçadors d'una tribu de Kenya: l'instint de caça ha trobat ―segons Sagan― la seua expressió contemporània en la competència esportiva

En aquest assaig Carl Sagan estableix una relació entre els instints dels nostres avantpassats caçadors-recol·lectors i la forta atracció trastocada moltes voltes en fanatisme que tanca l'afecció per la cacera en molts humans de totes les cultures del segle xx.

El capítol s'inicia amb una cita de William James:
| «                                | L'instint de cacera té un origen remot en l'evolució de l'espècie. L'instint caçador i de lluita es combinen en moltes manifestacions. […] Com que l'afany sanguinari dels éssers humans és una part primitiva nostra, resulta molt difícil eradicar-lo, sobretot quan es promet com a part de la diversió una baralla o una cacera. | » |
| — William James (psicòleg), 1890 | |   |

Carl Sagan observa que les estreles esportives són sovint herois nacionals i que la majoria d'esports es troben associats a una nació o una ciutat, i es consideren sinònim de patriotisme i orgull cívic. Diu l'autor: "una competició esportiva és un conflicte simbòlic a penes emmascarat". En recorda casos en què la màscara fins i tot va caure, com la recurrent història de les barres braves o els <i>hooligans</i>, la Guerra del futbol del 1969 entre El Salvador i Hondures i altres casos en què la competència derivà en combat.
Segons Sagan, l'esport en equip recorda el comportament i la coordinació necessària per a la caça dels nostres ancestres nòmades, tret que ens ha arribat per un procés de selecció natural: només els bons caçadors o caçadores sobrevisqueren en la prehistòria i deixaren descendència.

Aquests instints són forts perquè el 97% de la història humana va transcórrer com a grups de caçadors-recol·lectors i sols en el darrer 3% hem dut una existència sedentària.
| «                                              | Una part de nostre ésser anhela unir-se a una minúscula banda de germans en un afany agosarat i intrèpid. (...) Els esports en equip hi proporcionen una via. | » |
| — Carl Sagan, Billions and billions, capítol 3 | |   |

### «La mirada de Déu i l'aixeta que degota»
Ací Carl Sagan relaciona el concepte de llum amb la percepció que tenim del món, i s'atura en explicacions senzilles sobre el concepte d'ona i de freqüència lumínica.
Relaciona el comportament de la llum amb el del so, i ―en tots dos casos― tendeix un pont entre el coneixement científic i les seues tesis morals bàsiques, reiterades en tota la seua obra, com ara:
- La comunicació en les interrelacions de la família humana: com l'avanç tecnològic permet recuperar la integritat de la família humana limitada durant la major part de la seua història evolutiva a un abast aproximat de 100 m (el rang de comunicació a viva veu) fins a la capacitat actual de comunicació a distàncies siderals.
- La percepció de diferències entre persones, com ara el color de la pell, base de tantes posicions racistes, fitada i desvirtuada per correspondre sols a la nostra capacitat de percepció en l'espectre de llum visible. Tal com remarca l'autor, "en la major part de l'espectre lumínic tots els éssers humans som negres".

### «Quatre preguntes còsmiques»

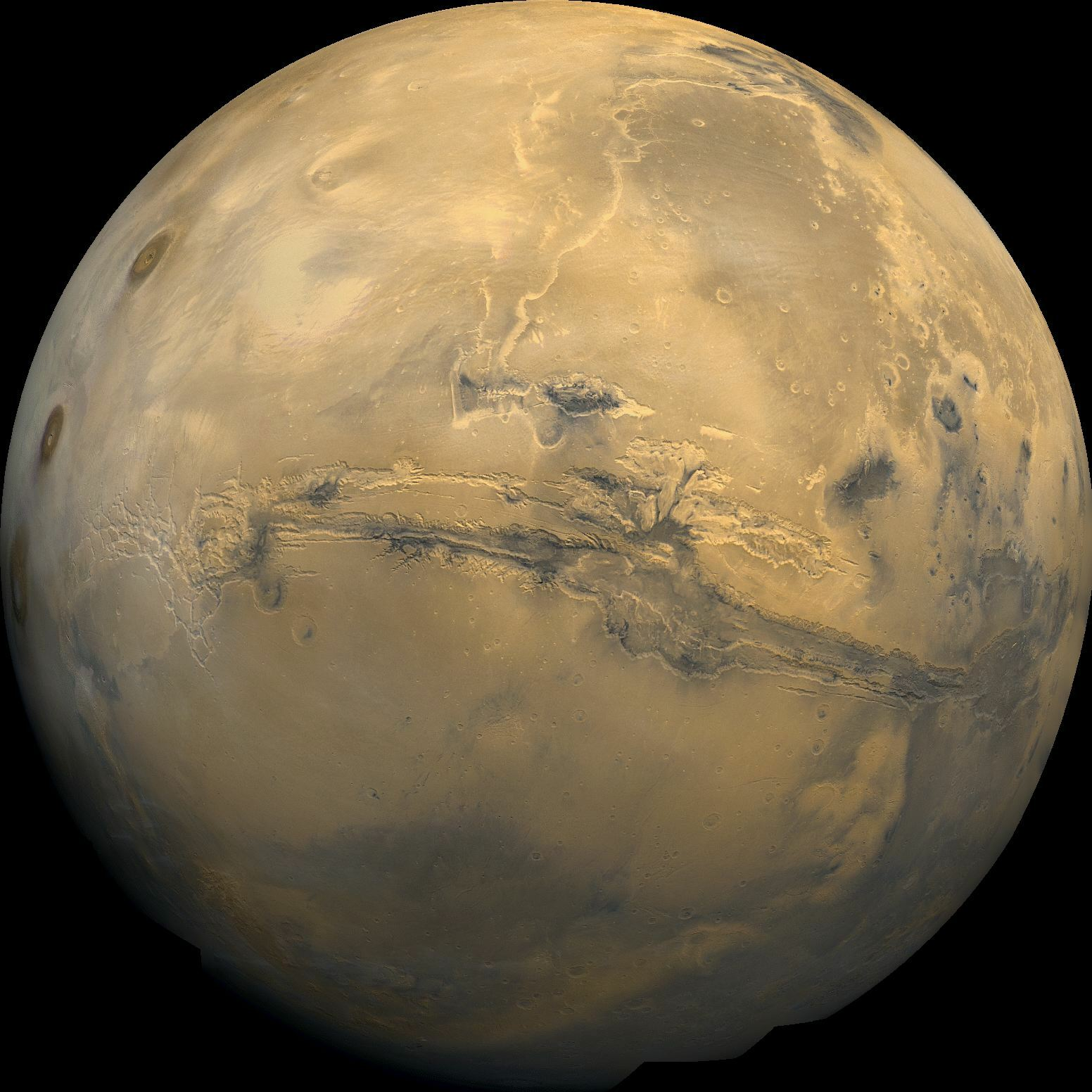
El planeta Mart, un company proper de la Terra que encara guarda secrets en relació amb l'origen i evolució de la vida

En el cinqué capítol, Carl Sagan dona resposta a quatre qüestions que denomina "prometedores" quant a la possible evolució futura del coneixement científic:
- Va existir vida en Mart?: l'estudi d'aquest planeta proper planteja dues qüestions bàsiques sobre el nostre concepte sobre la relativa raresa o freqüència de la vida en l'univers: ¿és possible que hi hagués dos planetes propers i d'ambients molt semblants, però que la vida sorgís en només un d'ells? ¿O potser evolucionà la vida també a Mart, i se n'extingí quan el clima en canvià de manera misteriosa? Sagan descriu indicis tant en meteorits d'origen marcià trobats a l'Antàrtida, com les possibilitats que oferiran les sondes programades per la NASA per a obtenir proves de vida antiga o fins i tot present en el planeta roig.

- És Tità un laboratori per a l'estudi de l'origen de la vida?: la lluna de Saturn conté molts elements essencials de la vida en la Terra, i genera la sospita de si no podria tractar-se d'un sistema en un estadi semblant al del nostre món en l'etapa d'origen de la vida. Sagan esmenta el projecte per al 2004 de la missió Huygens[7] com una instància en què s'obtindran més dades sobre aquesta qüestió.

- Hi ha vida intel·ligent en algun altre lloc?: s'hi al·ludeix al sistema d'exploració del cosmos mitjançant radiotelescopis, i es remarca que el programa és molt recent i qualsevol resultat només podrà obtenir-se en unes dècades.

- Quins són l'origen i el destí de l'univers?: segons Sagan, «l'astrofísica moderna està a punt d'arribar a revelacions fonamentals sobre l'origen, la naturalesa i el destí de l'univers». Esmenta les alternatives sobre les teories d'expansió còsmica, i aclareix que ―més enllà de suposicions, dogmes religiosos o llegendes― per primera vegada la humanitat és a prop d'obtenir respostes concretes sobre aquesta qüestió basades en l'observació científica.

### «Tants sols, tants mons»
Tot partint d'una cita de Huygens sobre la immensitat de l'univers, C. Sagan resumeix els avanços científics en la comprensió de la gènesi dels sistemes planetaris i en el descobriment de planetes de sistemes estel·lars llunyans, i reitera el seu convenciment que és sols qüestió de temps trobar "mons" amb trets semblants al nostre.

## Segona part: "Què conserven els conservadors?"
La segona part de l'assaig, titulada "Què conserven els conservadors?", dedica sis apartats a qüestions ecològiques rellevants sobre el futur de la humanitat en el planeta:

### El món que arribà per correu
Amb un exemple simple s'expliquen els conceptes bàsics d'un ecosistema tancat, en què tots els recursos s'han de reciclar necessàriament d'una manera o una altra.
| «                                              | Ens agrade o no, els éssers humans estem lligats als nostres semblants i a les plantes i animals de tot el món. Les nostres vides estan entrellaçades. | » |
| — Carl Sagan, Billions and billions, capítol 7 | |   |

Carl Sagan remarca com és de necessari que aprenguem a pensar a llarg termini, i convertim el nostre món tecnificat en un ecosistema segur i equilibrat.

### El medi ambient: on radica la prudència?

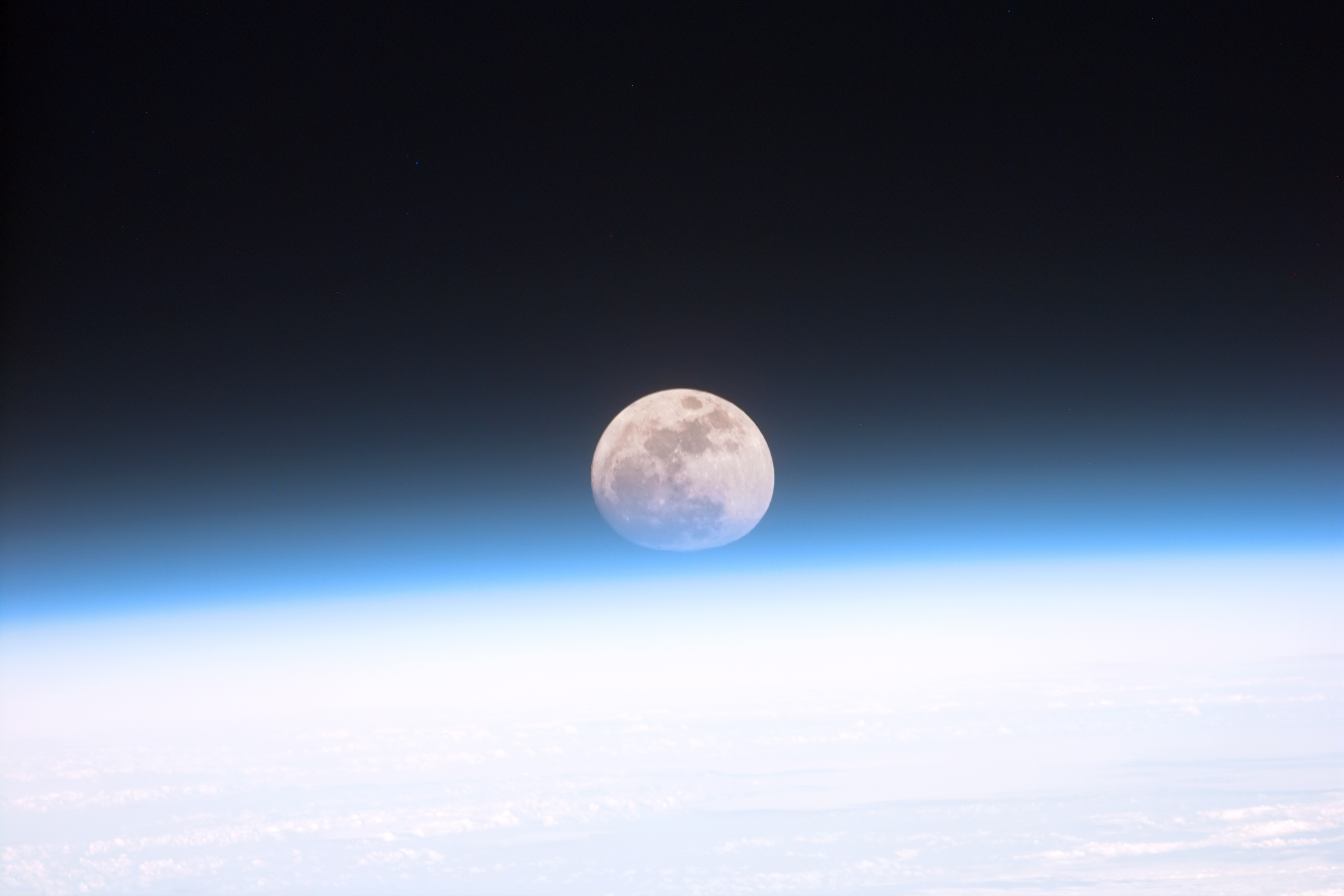
L'atmosfera terrestre, d'un tènue color blau, se superposa a la Lluna en aquesta imatge presa des d'un transbordador espacial

Diu l'autor que "la nostra tecnologia s'ha fet tan potent que, conscientment o inconscient, estem convertint-nos en un perill per a nosaltres mateixos". Per açò és essencial una millor comprensió de la ciència per part del públic.
Carl Sagan indaga els camins entre un pessimisme tràgic i un optimisme cec i il·limitat que tendeix a minimitzar els problemes mediambientals.
Heus ací algunes dades per a entendre la fragilitat de l'atmosfera terrestre:
- És sols el 0,1% del diàmetre terrestre: el gruix de la capa d'aire equival al revestiment de vernís sobre un globus terraqüi escolar.
- El gruix de la capa d'ozó és de 1/4.000 milions el diàmetre terrestre.

Explica Carl Sagan que totes les persones experimentem un grau d'ansietat per diferents motius, des del manteniment de la família ―que fa possible una nova generació― fins a la preocupació quasi exclusiva dels científics per noves catàstrofes. A voltes se'ns passen per alt els riscos, però els primats tenim aquesta capacitat exclusiva d'examinar les conseqüències futures d'accions presents.

### CresosiCassandra
Del capítol 9 ençà, Carl Sagan dedica unes pàgines a descriure algunes conductes de la humanitat que semblen perilloses, començant per un paral·lel entre els oracles de l'Antiguitat i els advertiments científics actuals. En concret, les dues posicions extremes (i errònies) respecte de la interpretació del futur:
- Malinterpretar les profecies segons les nostres conviccions prèvies: amb l'exemple de Cresos, rei de Lídia, que interpretà al seu favor l'oracle de Delfos en relació amb el resultat de la seua guerra amb Pèrsia. Aquest error implica suposar el sentit de les respostes o no fer les preguntes escaients per a poder obtenir respostes vàlides a les nostres inquietuds.

- Relativitzar i descartar de pla els perills: representat per la història de Cassandra, beneïda per Apol·lo amb el do de la profecia, però després castigada amb un destí cruel: ningú la creuria, segons narra Èsquil en Agamèmnon.

### Falta un tros de cel

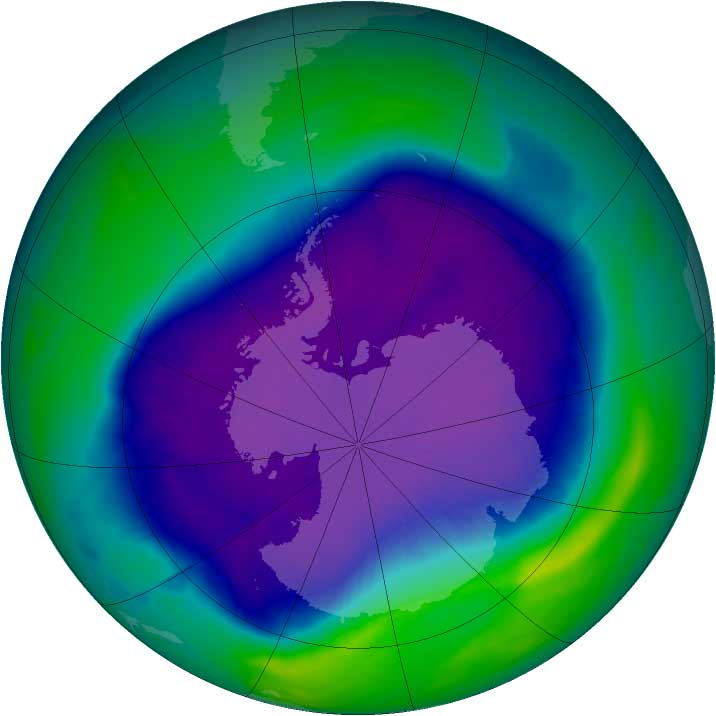
El forat d'ozó sobre l'Antàrtida, setembre del 2006

Carl Sagan fa una explicació detallada i accessible sobre l'ozó i la incidència dels clorofluorocarbonis en la destrucció de la capa d'ozó, el nostre únic escut contra la radiació ultraviolada del Sol.
La llum ultraviolada és antagonista de la vida, i Carl Sagan descriu els efectes que poden tenir lloc sobre tota la cadena tròfica i el destí dels éssers vius, incloses les persones.
Remarca els assoliments del Protocol de Montreal, que va permetre minvar els danys dels CFC, i crida l'atenció sobre la necessitat de ser més prudents a preveure les conseqüències de les nostres accions, perquè és com més va més el poder de destrucció en mans de la humanitat.

### Emboscada: l'escalfament del món
Carl Sagan descriu l'origen dels combustibles fòssils i com a poc a poc foren descoberts i aprofitats per l'ésser humà:
| «                                               | La nostra civilització funciona perquè crema les restes d'humils criatures que poblares la Terra centenars de milions d'anys abans que hi entrassen en escena els primers éssers humans. | » |
| — Carl Sagan, Billions and billions, capítol 11 | |   |

El carbó ―i en especial el petroli― regeixen l'economia mundial, justifiquen guerres, boicots i invasions, i ―en general― polítiques que, sense l'addicció al petroli, es considerarien ridícules o temeràries.
La combustió barreja àtoms de carboni amb oxigen, i en forma diòxid de carboni, un dels principals gasos responsables de l'efecte d'hivernacle.
Carl Sagan descriu com aconsegueix la Terra el seu equilibri tèrmic, en què l'efecte d'hivernacle té en principi un paper beneficiós per a la vida, perquè d'una altra manera la temperatura mitjana en la superfície terrestre seria d'uns 20°C sota zero.
Un efecte d'hivernacle excessiu, però, l'increment del qual prové de la crema de combustibles fòssils i la desforestació, produiria un escalfament global terraqüi de conseqüències irreversibles.

### Fugir de l'emboscada
Com a corol·lari dels capítols anteriors, l'autor fa uns suggeriments pràctics relacionats amb el canvi climàtic, com ara:
- Automòbils de baix consum i major autonomia.
- Vehicles elèctrics.
- Energia nuclear basada en la fusió atòmica.
- Utilització de l'energia solar.

### Religió i ciència: una aliança
| «                                               | Tant la religió com la ciència occidentals insistiren a afirmar que la natura no és pas la història sinó l'escenari, i que és un sacrilegi considerar sagrada la natura. | » |
| — Carl Sagan, Billions and billions, capítol 13 | |   |

Sagan remarca ací les possibilitats d'unir esforços entre les religions i el món científic per a millorar la relació de la família humana amb el seu medi natural, i detalla la crida feta al gener del 1990 als dirigents religiosos d'arreu del món, i les possibilitats que ofereix la seua posada en pràctica.

## Tercera part: allí on xoquen cors i ments
Els darrers cinc capítols de l'obra mostren tòpics que palesen el xoc entre raó i sentiment, instint i racionalitat, i dogma i relativisme.

### L'enemic comú
Partint de la invitació que li feren el 1988 per a escriure un article sobre les relacions entre els Estats Units i la Unió Soviètica que es publicà en simultani en les principals revistes de tots dos estats, Carl Sagan fa un assaig sobre "l'enemic comú" com a analogia per a explicar la possibilitat d'un esforç conjunt de la família humana.
L'improbable enemic comú, una invasió alienígena hostil, dona pas ràpidament a l'enemic real: els excessos de la nostra capacitat tecnològica que danyen l'ambient on vivim: els combustibles fòssils, la contaminació industrial, la cursa armamentística, les armes atòmiques... Dit pel mateix Sagan:
| «                                            | Cada uno de esos triunfos tecnológicos hizo progresar el arte de la muerte en masa en un factor de mil. De Gettysburg a las bombas rompemanzanas, una energía explosiva mil veces mayor, de las rompemanzanas a la bomba atómica, mil veces más, y de la atómica a la bomba de hidrógeno, otras mil veces más. Mil veces mil son mil millones; en menos de un siglo el arma más temible se ha hecho mil millones de veces más mortal | » |
| — Carl Sagan, Miles de millones, capítulo 17 | |   |

### Avortament: és possible prendre alhora partit per «la vida» i «l'elecció»?

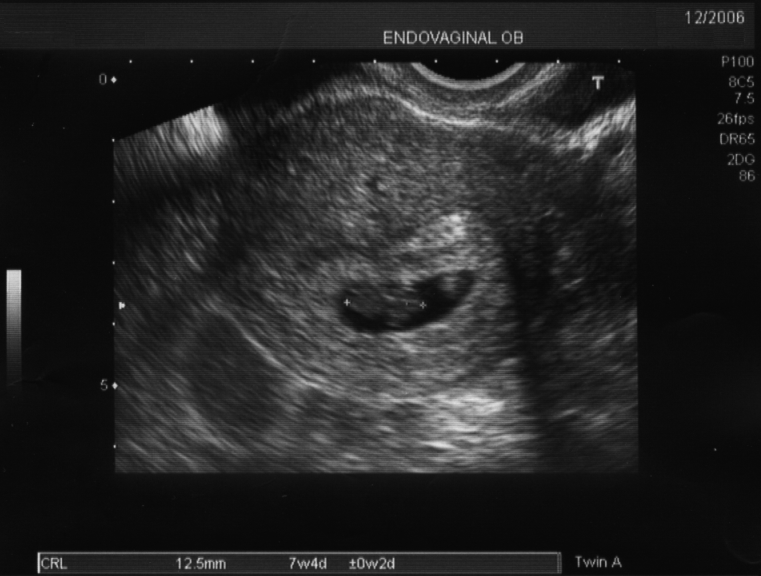
Ecografia d'un fetus humà de set setmanes de gestació, la longitud de la qual és de 12,5 mm

El text d'aquest capítol, el va escriure amb la seua esposa Ann Druyan, i fou publicat el 1990 per primera vegada. És una anàlisi lúcida sobre les implicacions d'un tema tan polèmic i ―alhora― de tanta incidència social, en què les opinions es polaritzen.
La qüestió inicial que proposa l'autor és quina és la resposta raonable a la pregunta sobre si és lícit, i en quines circumstàncies, interrompre un embaràs. I aquesta pregunta el duu a d'altres de més essencials:
- Quines són les nostres responsabilitats mútues?
- Hem de permetre que l'estat intervinga en els aspectes més íntims i personals de la nostra vida?
- Què significa "ésser humà"?

L'abstracció més comuna d'aquesta problemàtica sol reduir la qüestió a dos extrems oposats: el bàndol "provida" i el bàndol "proelecció".
El bàndol "provida" pretén defensar la vida humana, ja que no hi ha dret a la vida ara com ara a la Terra, ni ha existit en cap societat del passat, tret potser dels jaines de l'Índia. La qüestió, doncs, rau a definir amb exactitud què és un ésser humà en el camí entre un espermatozou o un òvul, i un nounat.

En aquesta línia, segons Carl Sagan, la mala interpretació del que constituïa l'espermatozou en avançar les tècniques microscòpiques, reprenent el concepte tradicional de l'homuncle, va fer que recentment el 1869 l'avortament començàs a ser causa d'excomunió per a l'Església catòlica.
| «                                               | ...És possible que els malèvols extraterrestres a penes tinguessen motiu per a atacar la Terra: després d'un examen preliminar potser decidirien tenir una mica de paciència, i esperar que nosaltres mateixos ens destruírem. | » |
| — Carl Sagan, Billions and billions, capítol 14 | |   |

L'anàlisi de l'evolució fetal dins la mare duu a Carl Sagan a triar com a millor opció, més enllà d'integrismes de qualsevol signe, el paràmetre de maduresa en coherència amb la resolució de la Cort Suprema d'Estats Units ―cas Roe contra Wade― que generà aquesta jurisprudència:
- Primer trimestre d'embaràs: Es considera que el fetus no té l'estructura cerebral necessària per a "pensar", i per tant no pot ser encara considerat "humà". Avortament permés sense limitacions a petició de la mare.
- Segon trimestre: Avortament autoritzat amb certes restriccions per a protegir la salut de la dona.
- Tercer trimestre: S'autoritza els estats a prohibir l'avortament, tret de quan hi haja una seriosa amenaça per a la salut o la vida de la mare.

De tota manera, a diferència de la fallada de la cort, Sagan no basa la seua opció en la "viabilitat" del fetus, perquè ―amb les seues paraules― "la moral no pot dependre de la tecnologia", però sí del primer indici de pensament humà, que és l'única característica mesurable que sembla diferenciar-nos dels animals.

### Les regles del joc

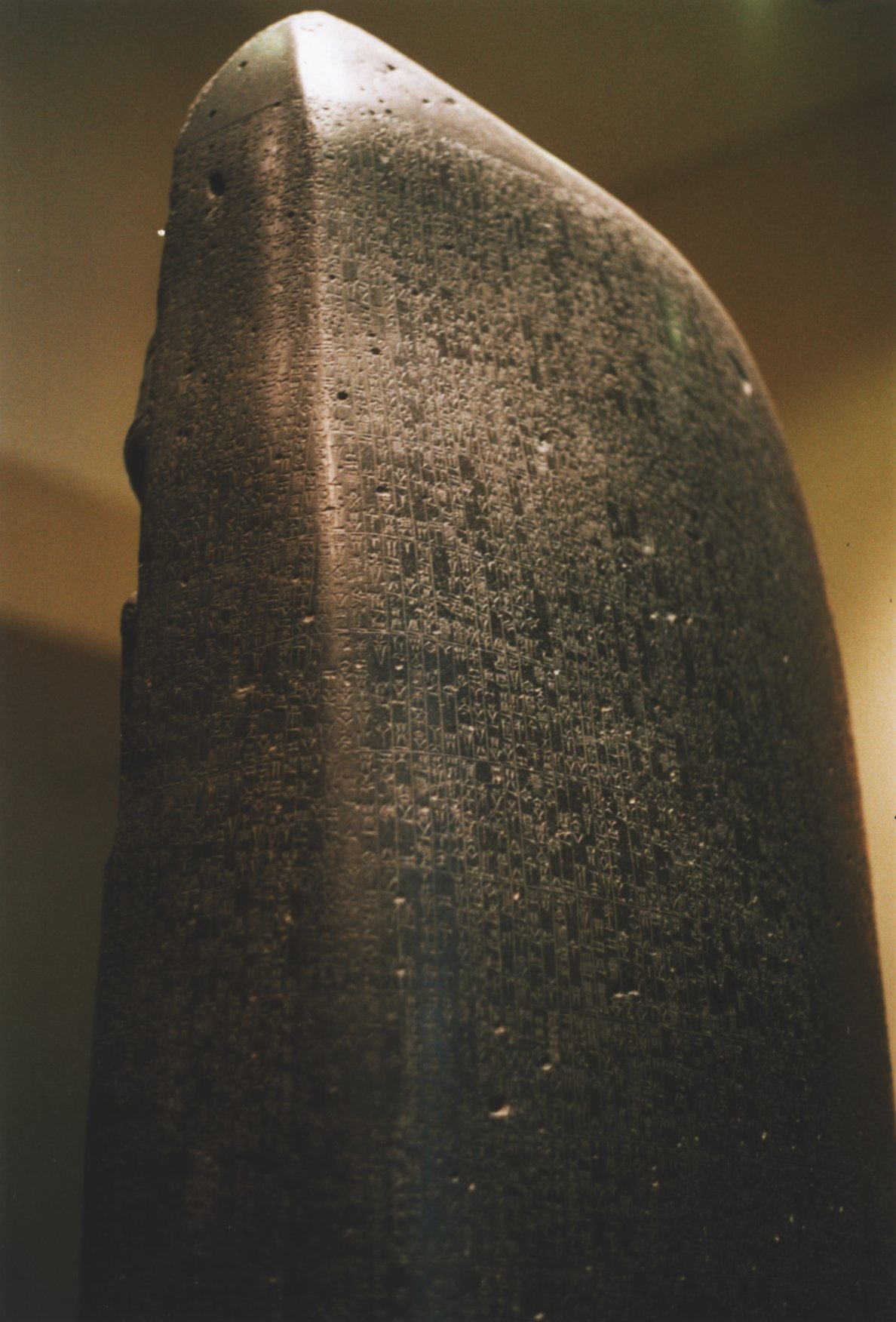
L'Estela d'Hammurabi datada del 1692 ae, és un dels primers exemples de codi jurisprudencial, que recopila les decisions de justícia del rei, i inclou ja la Llei del talió

El 16é capítol de Billions and billions s'estén sobre les regles que regulen la conducta humana. Des dels codis de les civilitzacions antigues, quasi sempre atribuïts a una divinitat perquè foren respectats, s'arriba a l'abstracció d'unes poques normes generals:
- Regla d'or: "Fes als altres el que volguesses que et fessen a tu", o "pagar mal amb bé", atribuïda a Jesús de Natzaret, però que en realitat és més antiga, segons Carl Sagan, gairebé ningú ho aplica. Esmenta el comentari de Confuci sobre la regla d'or, del segle v ae: «Amb què pagareu llavors el bé? […] ¿La dona pobra que enveja la riquesa de la seua veïna ha de donar a la rica el poc que té? El masoquista ha d'infligir dolor al seu veí?».
- Regla d'argent: "No faces als altres el que no volguesses que et fessen», aplicada en el segle XX per Martin Luther King o Mahatma Gandhi, pot ser més viable, però també és difícil d'aplicar davant la injustícia recurrent.
- Regla de bronze: "Paga el bé amb el bé, però el mal amb justícia", encunyada per Confuci, és, segons Sagan, el mateix que la Llei del talió, "ull per ull", i té com a principal defecte generar la venjança inacabable.
- Regla de ferro: "Fes als altres el que et plaga, abans que ells t'ho facen a tu", és ―segons Sagan― la màxima secreta de molts, si és que arriben a aplicar-la, i sovint el precepte tàcit dels poderosos.

Altres regles referides per Sagan són:
- Regla de llauna: Combinació oportunista que consisteix a aplicar la regla d'or envers els superiors i la de ferro amb els inferiors i que pot enunciar-se com "tracta de guanyar-te el favor dels que són per sobre de tu i abusa dels que tens a sota".[10]
- Nepotisme: "Privilegia en tot els teus parents propers i fes el que et plaga amb els altres".
- Regla del tal per a tal: "Coopera primer amb els altres, i després fes el que ells et facen".

Un concepte interessant que Carl Sagan eixampla és el dels "jocs de suma zero", en què cal que algú perda perquè un altre guanye, i el "dilema del pres", analitzat en la teoria de jocs.

### Gettysburg i ara
Entre la batalla de Gettysburg, un arquetip de destrucció i mort de la Guerra de Secessió dels Estats Units i "ara", Carl Sagan subratlla el creixement exponencial de la capacitat destructiva humana. El risc de mort, limitat majorment als soldats en aquella època, s'estén hui a tota la humanitat, participe o no de manera directa en la guerra.
A més a més del potencial de destrucció, Sagan recorda que "cometem errors, matem els nostres":
- Els desastres de Txornòbil i del transbordador espacial Challenger mostren que la tecnologia i els controls poden fallar.
- El segle XX fou el segle de Hitler i Stalin, prova que uns boigs poden arribar al poder en els moderns estats industrials.

| «                                               | Si un mata deliberadament un ésser humà, es diu que ha comés un assassinat. Si el mort és un ximpanzé ―el nostre parent més proper biològic, amb qui compartim el 99,6% de gens actius― llavors no és un assassinat. Fins ara, l'assassinat s'aplica sols al fet de matar éssers humans. Per això és clau en el debat sobre l'avortament la qüestió del moment en què en sorgeix la personalitat (o si es vol, l'ànima) Quan es fa humà el fetus? Quan apareixen les qualitats distintives de l'ésser humà? | » |
| — Carl Sagan, Billions and billions, capítol 15 | |   |

L'autor remarca la necessitat d'arribar a solucions racionals en la qüestió bèl·lica: "El nostre repte és la reconciliació, no després de la carnisseria i les morts massives, sinó a canvi d'elles".

### Elseglexx
Carl Sagan considera que el segle xx serà recordat per tres grans innovacions:
- Mitjans sense precedents per a salvar, prolongar i millorar la vida: la tecnologia agrícola, la higiene urbana i rural, la potabilització de l'aigua, la teoria dels gèrmens, els antibiòtics, la genètica, la biologia molecular, l'erradicació de la verola i de la poliomielitis, les tècniques per a controlar la natalitat i les tecnologies de la comunicació, entre altres assoliments.

- Mitjans sense precedents per a destruir-la: l'acumulació de l'arsenal nuclear, les guerres mundials i la cursa armamentista.

- Coneixements sense precedents sobre la nostra pròpia naturalesa i la de l'univers: La teoria de la relativitat, la mecànica quàntica, la naturalesa dels àtoms, els quarks, la fissió i fusió nuclear, naturalesa i funció de l'ADN, biologia molecular, naturalesa dels enllaços químics, meteorologia, satèl·lits i telescopis, exploració espacial, informàtica, etc..

Carl Sagan conclou que "adquirir el coneixement i el saber necessaris per a entendre les revelacions científiques del segle XX serà el repte més fondo del segle XXI".

## Opinions sobre l'obra i l'autor
- «Sagan estava molt, molt molt equivocat: la Terra es troba en posició privilegiada, no sols per a la vida tal com la coneixem, sinó per a qualsevol vida complexa que puguem imaginar» (Guillermo González i Jay Richards).[11]
- «Carl Sagan va ser un dels principals científics escèptics del món i un crític de les actituds anticientífiques i irracionals, potser el principal difusor de la ciència i la seua metodologia» (Paul Kurtz).[12]
- «Carl Sagan va reescalfar l'univers» (Joel Achenbach).[13]

## Reconeixements
- Billions and billions fou seleccionada per la NASA en la seua llista Aerospace History publications (1997).[14]